# Crítica sociocultural
Se entiende por "Crítica Cultural" o Crítica Socio-cultural a la aplicación de la crítica a fin de entender la realidad social de un medio o cultura determinada. Por ejemplo, un análisis sociocultural de la educación da una visión más compleja y completa de los hechos tales como son. Es decir, aquellos hechos, instituciones, etc., generados por las personas en interacción concreta entre ellas, en relación con su entorno, teniendo en cuenta aspectos económicos, culturales, sociales, histórico, político, etc.
Se entiende entonces que la cultura se construye por las personas que se encuentran en un lugar concreto, en una situación histórica determinada, y relacionándose con un entorno económico, político y social que les marca y limita, que les determina y a la vez capacita.
Hay una relación muy significante entre los estudios socioculturales, la Crítica social y las teorías críticas de la Filosofía social; Sociología, Pedagogía y otras ciencias, fundamentalmente sociales.

## Definición
Un crítico cultural ocupa entonces en relación con la vida intelectual o artística —o más en general, a arreglos sociales o prácticas educacionales— casi la misma posición que la que un iconoclasta ocupa en relación con la vida religiosa, es decir, se parecen en que la función de aquellos es desafiar concepciones y prácticas que han llegado a ser anquilosadas o burocratizadas. Se entiende que el criticismo cultural se aplica a problemas fundamentales, más que a detalles o mejoramientos puntuales. Parte de la percepción de que las cosas están mal o que los valores personales —o sociales— están mal enfocados o centrados en aspectos incorrectos.
El término "Crítica Cultural" ha sido reclamando por Jacques Barzun: algo así ni se reconocía ni gozaba de favor cuando nosotros (Barzun y Trilling) comenzamos -más por intuición que por haberlo pensado- en el otoño de 1934 en contraste, otros autores, tales como Richard Wolin en su The Terms of Cultural Criticism: The Frankfurt School, Existentialism, Poststructuralism (1995) usa el término como una descripción amplia. 
El uso contemporáneo tiende a incluir en el término todas las formas de crítica dirigidas a una cultura.

## Los sabios victorianos como críticos
Los críticos culturales hicieron su aparición durante el siglo XIX. Matthew Arnold y Thomas Carlyle son ejemplos de los críticos culturales de la Época victoriana. En el caso de Arnold se encuentra también una preocupación por asuntos religiosos. John Ruskin constituye otro ejemplo. Se puede también considerar que los estetas y similares personajes hacían un criticismo sociocultural a veces implícito, debido a la ecuación que se hacía entre "lo feo" del medio ambiente de la época y la pobreza de la vida en general. Sin embargo, en este sentido hay que tener presente que la caracterización como crítico de un individuo depende de la articulación que haga de la situación. Charles Baudelaire en Francia y Charles Dickens en Inglaterra pueden, por ejemplo, ser considerados críticos culturales.

## SigloXX
En el siglo XX Irving Babbitt en la derecha, y Walter Benjamin en la izquierda, pueden ser considerados críticos socioculturales de importancia. El campo de estudios ha cambiado considerablemente, dado que las humanidades (por lo menos en Inglaterra) se han extendido a incluir estudios socioculturales de todo tipo. Sin embargo, todavía se puede caracterizar o reconocer a un crítico cultural por ser firmemente crítico, con una visión comprometida más que por buscar ser un académico objetivo.

## Ejemplos de uso contemporáneo
- Allan Bloom[5]
- Henry Louis Gates, Jr.[6]
- Roger Kimball[7]